# Shidne, Semenivka
Shidne (în ucraineană Східне) este un sat în comuna Ivanivka din raionul Semenivka, regiunea Cernihiv, Ucraina.

## Demografie
Componența lingvistică a localității Shidne
     Ucraineană (66,67%)
     Rusă (33,33%)
Conform recensământului din 2001, majoritatea populației localității Shidne era vorbitoare de ucraineană (66,67%), existând în minoritate și vorbitori de rusă (33,33%).